# Laupheim

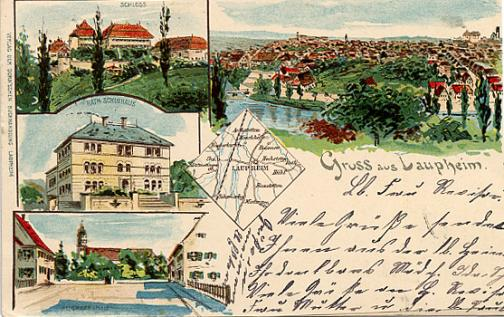
Laupheim um 1900

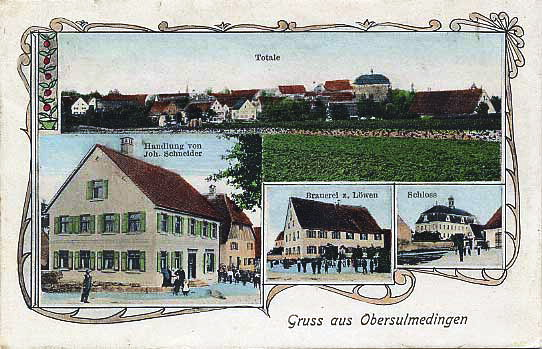
Obersulmetingen um 1900

Laupheim ist die zweitgrößte Stadt im Landkreis Biberach (Baden-Württemberg) und seit dem 1. Januar 2016 eine Große Kreisstadt. Sie liegt im Norden des Kreisgebiets, bildet ein Mittelzentrum in Oberschwaben und gehört zur Region Donau-Iller. Laupheim ist Standort des Hubschraubergeschwaders 64 der Luftwaffe sowie einiger überregional bekannter Firmen.

## Geografie

### Geografische Lage
Laupheim liegt rund 20 km südsüdwestlich von Ulm. Die Kernstadt wird in Nord-Süd-Richtung von der Rottum durchflossen, die etwas weiter nördlich in den von Süden kommenden Donau-Nebenfluss Dürnach mündet. An der Rottum liegt auch der Laupheimer Stadtteil Baustetten. Die westlichen Stadtteile Obersulmetingen und Untersulmetingen liegen am Donau-Nebenfluss Riß, das ostnordöstlich gelegene Bihlafingen befindet sich an der Schmiehe.

### Stadtgliederung
Laupheim mit (2016) insgesamt 21.300 Einwohnern besteht aus der gleichnamigen Kernstadt (15.000 Einwohner) und den Stadtteilen Baustetten (2.000 Einwohner), Bihlafingen (bekannt durch die Bihlafinger Madonna) (767 Einwohner), Obersulmetingen (1.290 Einwohner) und Untersulmetingen (1.923 Einwohner). Der Stadtteil Bihlafingen ist eine Exklave und grenzt an den Alb-Donau-Kreis.

### Nachbargemeinden
An das Gebiet der Stadt Laupheim grenzen die Gemeinde Achstetten, der zur Stadt Ehingen gehörende Ort Rißtissen und die Gemeinde Griesingen im Norden, die zur Stadt Ehingen gehörenden Orte Schaiblishausen und Kirchbierlingen im Westen, die zur Gemeinde Schemmerhofen gehörenden Dörfer Ingerkingen und Schemmerberg sowie die Gemeinde Mietingen im Süden, die Gemeinde Schwendi im Südosten und die Gemeinde Burgrieden im Osten. Die Laupheimer Exklave Bihlafingen grenzt im Norden und im Osten außerdem an die Gemeinden Achstetten-Oberholzheim, Hüttisheim und Schnürpflingen.

## Geschichte

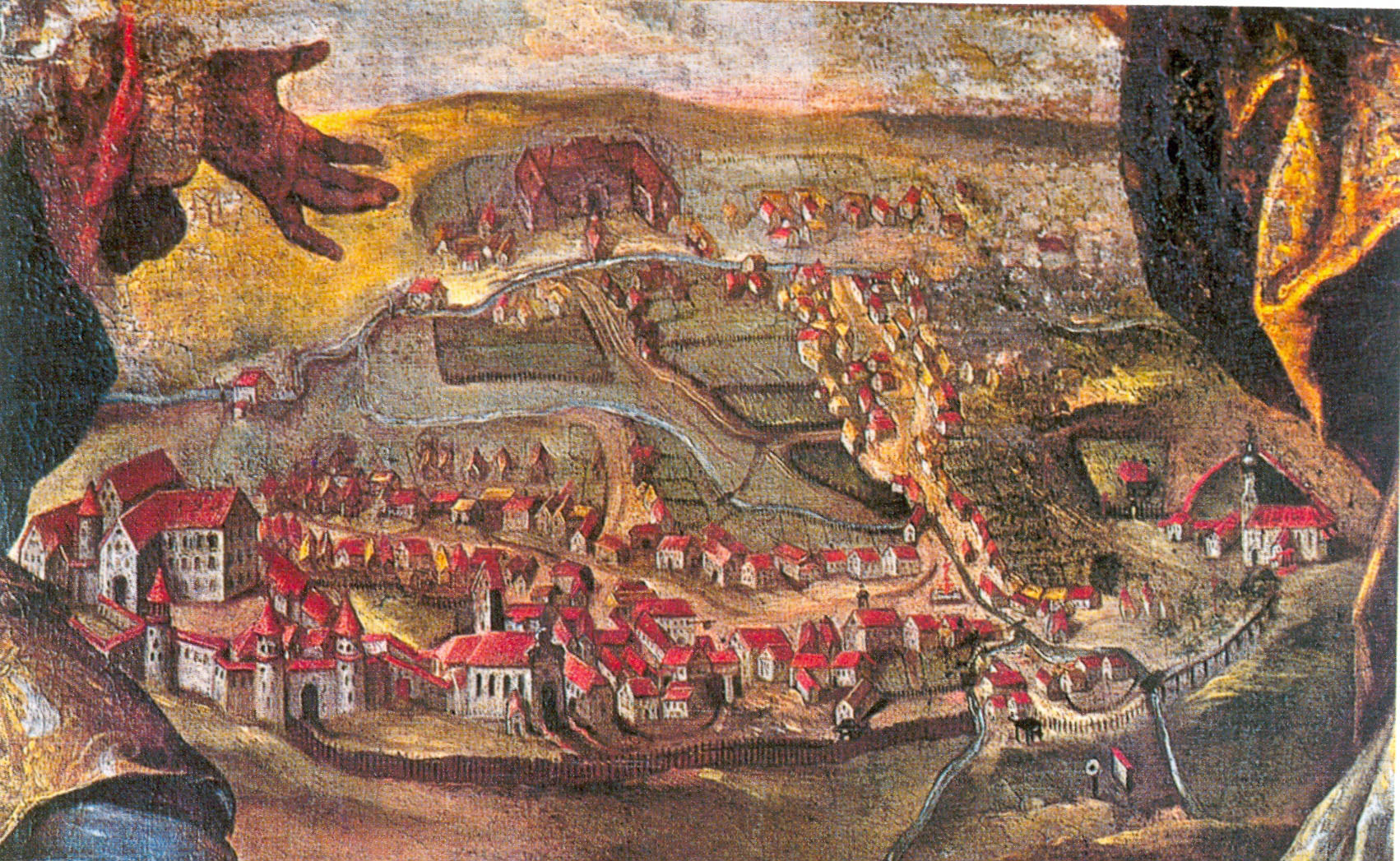
Laupheim um 1726

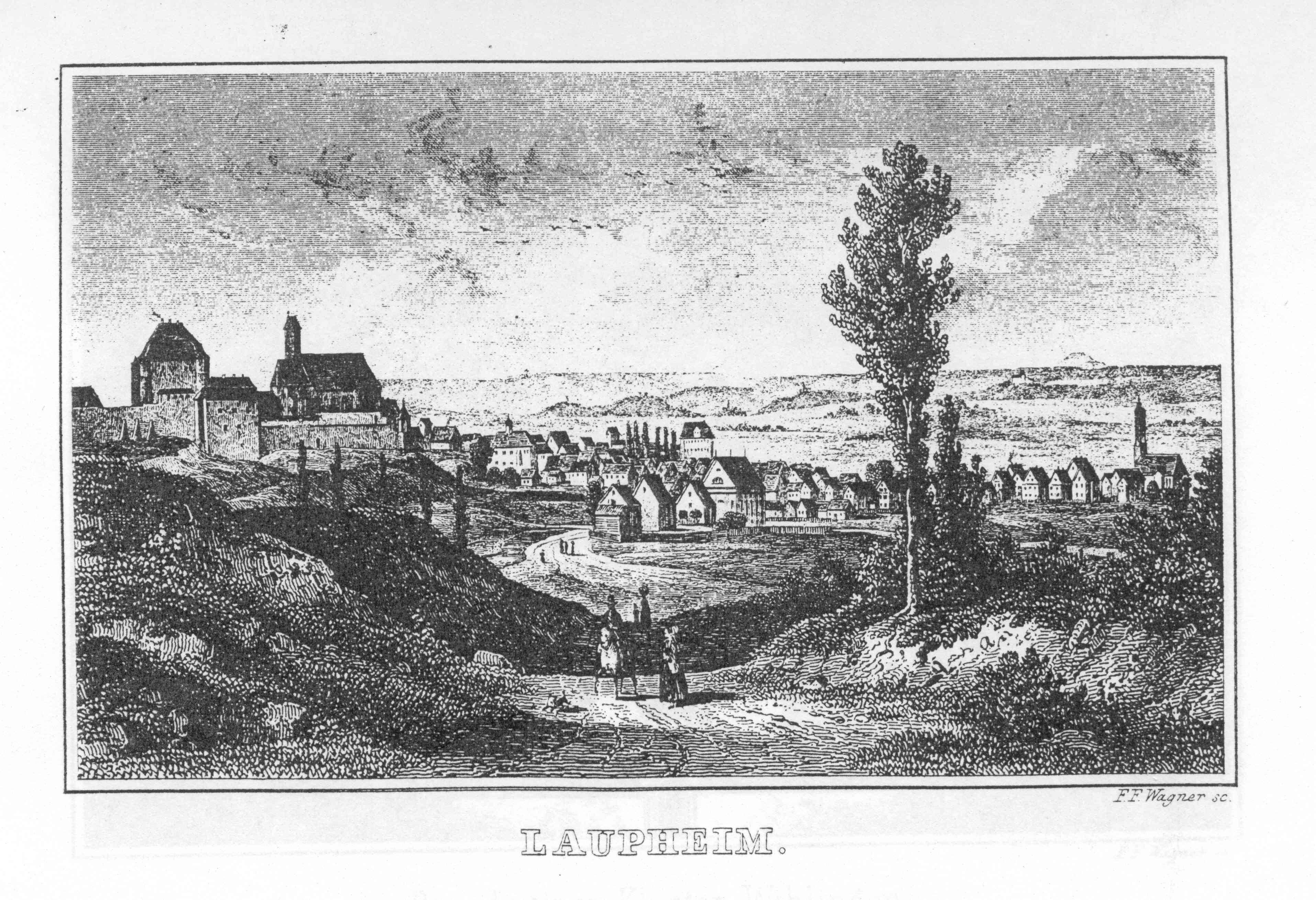
Laupheim um 1850

Der Notgeldschein von 1921 zeigt auf der Vorderseite das Laupheimer Wappen, auf der Rückseite eine Silhouette der Stadt (links das Schloss Großlaupheim)

### Römische Präsenz im Gebiet von Laupheim
In der näheren Umgebung von Laupheim wurden nicht wenige römische Münzen gefunden. Da Belege für eine römische Siedlung im heutigen Stadtgebiet fehlen, hängen diese Funde am ehesten zusammen mit der wichtigen römischen Fernstraße, die vom Bodensee bei Lindau über Ravensburg, Weingarten und Bad Waldsee durch das heutige Laupheim bis zum Donaukastell Rißtissen führte. Die Straße führte durch Sumpfgebiete und war zwischen sechs und zehn Meter breit. Sie war die einzige befestigte Straße in weitem Umkreis. Südlich der Altstadt von Laupheim gabelte sich diese Straße an der Stelle auf, wo heute das Schloss Kleinlaupheim und die Rottum aufeinandertreffen. Der Weg blieb im ganzen Mittelalter und in der Neuzeit eine bedeutende Verbindung, heute folgt die Bundesstraße 30 über weite Strecken dieser Altstraße.

### Mittelalter und frühe Neuzeit
Im Jahr 778 wurde der Ort als Loubhaim erstmals schriftlich erwähnt. Laupheim, damals Hauptort des Rammachgaus, wurde 926 von den Ungarn zerstört. Im 12. Jahrhundert kam es in den Besitz der Truchsessen von Waldburg, die den Ort 1331 an die Habsburger verkauften. Damit wurde Laupheim zu einem Teil der österreichischen Vorlande. Die österreichischen Habsburger verpfändeten Laupheim 1362 an die Herren von Ellerbach, blieben aber Landesherren bis in das Jahr 1805. 1434 wurde durch Kaiser Sigismund der Gemeinde das Marktrecht und dem Ritter Burkhard von Ellerbach die Halsgerichtsbarkeit verliehen. Während der Bauernkriege zerstörte 1525 der „Baltringer Haufen“ das Schloss, das nach Ende der Auseinandersetzungen wieder aufgebaut wurde. Nach dem Aussterben der Ellerbacher belehnte Österreich 1582 die Reichsfreiherren von Welden mit Laupheim. Diese gründeten bereits zwei Jahre später die erste Schule der Gemeinde.

### Württembergische Zeit
Mit der Neuordnung Deutschlands nach dem Reichsdeputationshauptschluss kam Laupheim 1806 zum Königreich Württemberg, wo die Gemeinde zunächst zum Oberamt Wiblingen gehörte. Erst 1836 wurde die Leibeigenschaft abgeschafft. 1845 erhielt Laupheim anstelle von Wiblingen den Sitz des Oberamts. Seither hieß es auch Oberamt Laupheim. Mit dem zwei Kilometer westlich des Zentrums gelegenen Bahnhof an der 1850 eröffneten Bahnstrecke Ulm–Friedrichshafen (Südbahn) kam der Anschluss an das Streckennetz der Württembergischen Eisenbahn. Im Jahre 1869 erhielt Laupheim die Stadtrechte.
Im Zuge der Kreisreformen während der Zeit des Nationalsozialismus in Württemberg wurde das Oberamt Laupheim 1934 in Kreis Laupheim umbenannt und fiel 1938 zum größten Teil an den Landkreis Biberach, zu dem seither auch die Stadt Laupheim gehört.

### Seit 1945
Nach dem Zweiten Weltkrieg geriet Laupheim 1945 in die Französische Besatzungszone und kam somit 1947 zum neu gegründeten Land Württemberg-Hohenzollern, welches 1952 als Regierungsbezirk Südwürttemberg-Hohenzollern im Land Baden-Württemberg aufging.
Nachdem die Einwohnerzahl von Laupheim basierend auf der Fortschreibung der Volkszählungsergebnisse von 1987 die Marke von 20.000 Einwohnern im Jahr 2011 überschritten hatte, stellte die Stadt beim baden-württembergischen Innenministerium den Antrag auf Ernennung zur großen Kreisstadt. Nach der Veröffentlichung des Zensus 2011, nach der Laupheim diese Marke erst 2013 überschritten hat, ruhte der Antrag vorläufig. Seit dem 1. Januar 2016 ist Laupheim Große Kreisstadt.
siehe auch Burg Bihlafingen, Wasserburg Bihlafingen, Burg Laupheim, Burg Kreppach

### Eingemeindungen
- 1. Januar 1972: Baustetten und Untersulmetingen[8]
- 1. April 1972: Bihlafingen[8]
- 1. Januar 1975: Obersulmetingen[9]

Historische Wappen der früheren Gemeinden
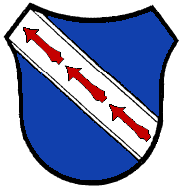
Baustetten
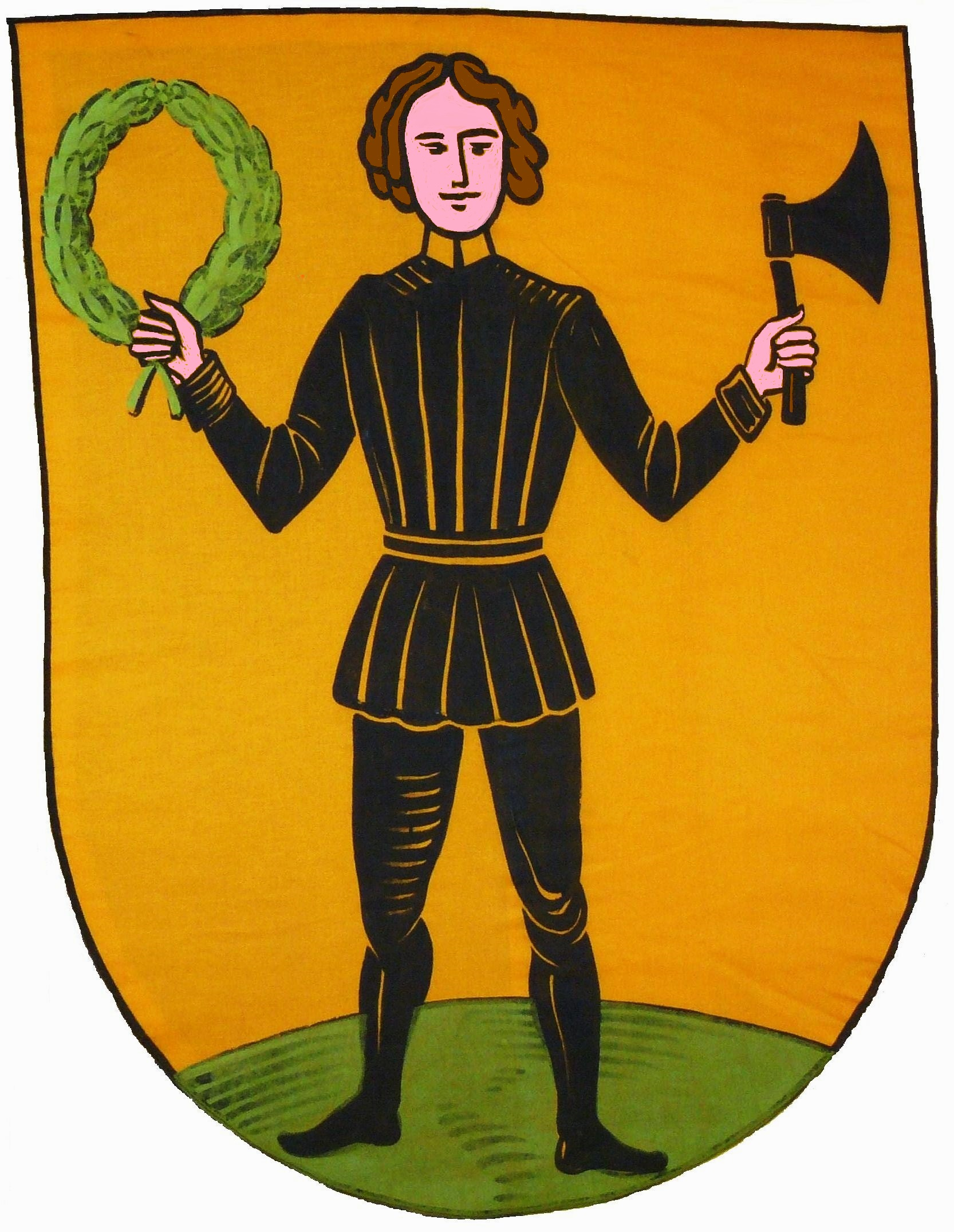
Bihlafingen
Untersulmetingen
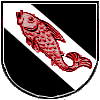
Obersulmetingen

### Einwohnerentwicklung
Einwohnerzahlen von Laupheim nach dem Gebietsstand der Stadt von 1970, also vor sämtlichen Eingemeindungen:
| Jahr | Einwohner |
| ---- | --------- |
| 1852 | 3.519     |
| 1871 | 4.090     |
| 1880 | 4.524     |
| 1890 | 4.549     |
| 1900 | 4.859     |
| 1910 | 5.463     |
| 1925 | 5.783     |

| Jahr | Einwohner |
| ---- | --------- |
| 1933 | 5.953     |
| 1939 | 5.832     |
| 1950 | 7.371     |
| 1956 | 8.323     |
| 1961 | 8.712     |
| 1963 | 9.340     |
| 1970 | 10.491    |

Einwohnerentwicklung von Laupheim von 1871 bis 2017 nach nebenstehender Tabelle

Die nachfolgenden Einwohnerzahlen beziehen sich für die Vergangenheit rückgerechnet auf den heutigen Gebietsstand der Stadt und sind Schätzungen, Volkszählungsergebnisse (¹) oder amtliche Fortschreibungen des Statistischen Landesamtes Baden-Württemberg (nur Hauptwohnsitze). Die Zahlen vor 1970 sind somit höher als sie es nach dem damaligen Gebietsstand von Laupheim tatsächlich waren:
| Datum                | Einwohner |
| -------------------- | --------- |
| 1. Dezember 1871 1   | 6.302     |
| 1. Dezember 1880 1   | 6.836     |
| 1. Dezember 1890 1   | 6.949     |
| 1. Dezember 1900 1   | 7.319     |
| 1. Dezember 1910 1   | 8.017     |
| 16. Juni 1925 1      | 8.467     |
| 16. Juni 1933 1      | 8.572     |
| 17. Mai 1939 1       | 8.402     |
| 13. September 1950 1 | 10.337    |
| 6. Juni 1961 1       | 11.744    |
| 27. Mai 1970 1       | 14.099    |

| Datum             | Einwohner |
| ----------------- | --------- |
| 31. Dezember 1980 | 14.970    |
| 27. Mai 1987 1    | 15.014    |
| 31. Dezember 1990 | 16.286    |
| 31. Dezember 1995 | 17.750    |
| 31. Dezember 2000 | 18.460    |
| 31. Dezember 2005 | 19.192    |
| 31. Dezember 2010 | 19.796    |
| 31. Dezember 2015 | 21.153    |
| 31. Dezember 2020 | 22.579    |
| 31. August 2021   | 22.679    |

## Religionen

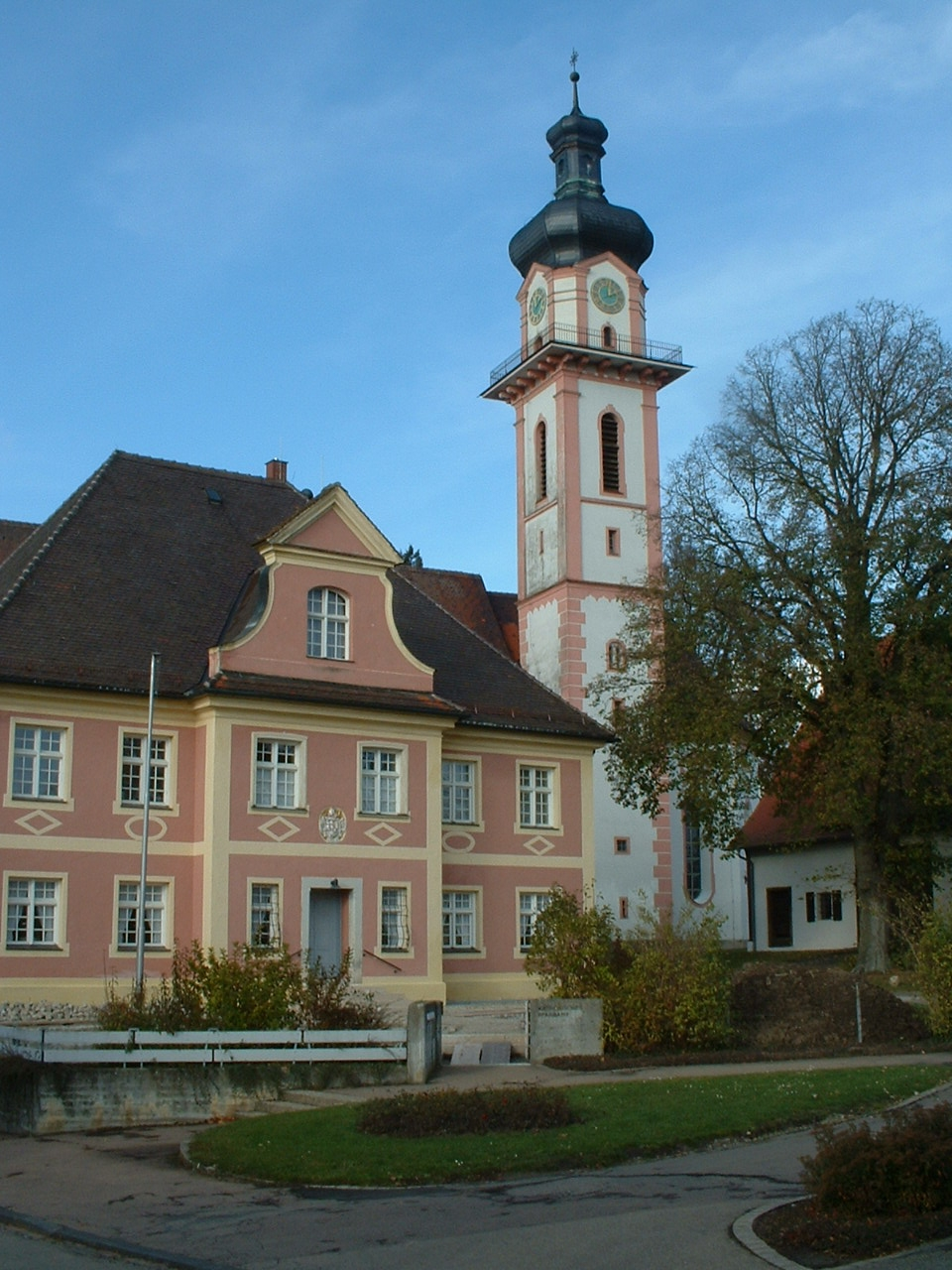
Pfarrkirche
St. Peter und Paul

### Katholische Kirche
Bereits im 10. Jahrhundert ist eine Pfarrkirche in Laupheim nachgewiesen. Noch heute ist die Stadt wegen der einstigen Zugehörigkeit zu Vorderösterreich überwiegend römisch-katholisch geprägt und war bis zum Beginn des 19. Jahrhunderts kirchlich dem Bistum Konstanz zugeordnet. Seit 1821 gehören die Laupheimer Katholiken zur Diözese Rottenburg, derzeit im Dekanat Biberach. In Laupheim gibt es zudem seit 1966 das Dreifaltigkeitskloster der Steyler Missionsschwestern.

### Evangelische Kirche
Seit 1845 gibt es auch eine evangelische Gemeinde. Innerhalb der Evangelischen Landeskirche gehört die Kirchengemeinde Laupheim zum Kirchenbezirk Biberach.

### Sonstige christliche Konfessionen
Nach dem Zweiten Weltkrieg kam es zur Entstehung einer Evangelisch-Freikirchlichen Gemeinde (Baptisten). Seit 1962 hat die Gemeinde im Synagogenweg auf dem früheren Synagogen-Gelände ein eigenes, als Kapelle bezeichnetes Kirchengebäude. Die Baptisten-Gemeinde zählt ca. 60 Mitglieder, hinzu kommen 20–30 Kinder.
Seit 1993 existiert in Laupheim auch eine zum Bund Freikirchlicher Pfingstgemeinden gehörende Ecclesia-Gemeinde, zu der sich nach eigenen Angaben etwa 200 Personen (einschließlich Kinder) bekennen.

### Judentum in Laupheim

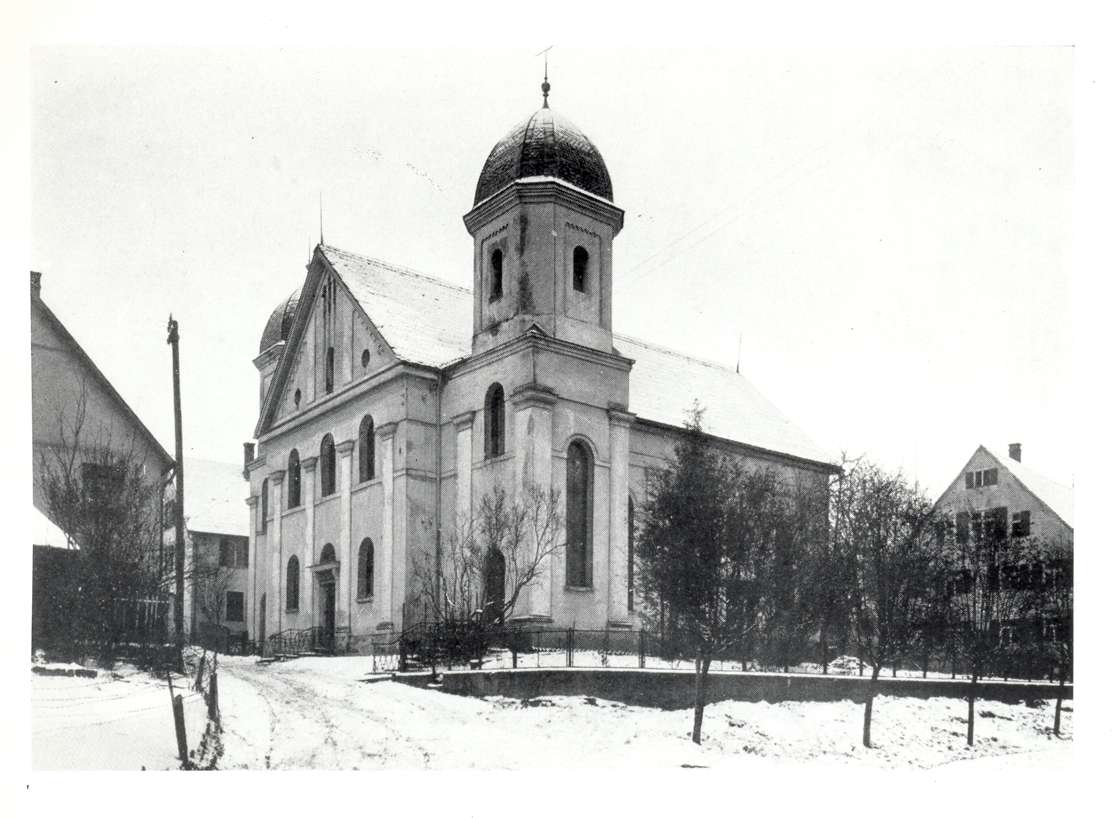
Synagoge in Laupheim, 1932

Die 1724 gegründete Jüdische Gemeinde Laupheim, zeitweise die größte jüdische Gemeinde Württembergs, erreichte um 1869 mit 843 Personen ihre höchste Mitgliederzahl. Durch Ab- und Auswanderung nahm sie danach kontinuierlich ab. Nach der Machtübernahme durch die Nationalsozialisten 1933 flohen 126 von 235 jüdischen Einwohnern ins Ausland, die meisten von ihnen nach dem Novemberpogrom im Jahre 1938, bei dem SA-Leute die Synagoge niederbrannten. Die jüdischen Unternehmen und Geschäfte wurden arisiert. Im folgenden Jahr wurden die noch verbliebenen jüdischen Bürger innerhalb von Laupheim in das Barackenlager Wendelinsgrube zwangsumgesiedelt und in den Jahren 1941 und 1942 in Konzentrations- und Vernichtungslager deportiert. Nach dem letzten von vier Transporten am 19. August 1942 hörte die jüdische Gemeinde in Laupheim auf zu existieren. Zwischen 62 und 102 jüdische Laupheimer wurden Opfer des Holocaust.

## Politik

### Gemeinderat
In Laupheim wird der Gemeinderat nach dem Verfahren der unechten Teilortswahl gewählt. Dabei kann sich die Zahl der Gemeinderäte durch Überhangmandate verändern. Der Gemeinderat besteht aus den gewählten ehrenamtlichen Gemeinderäten und dem Bürgermeister als Vorsitzendem. Der Bürgermeister ist im Gemeinderat stimmberechtigt. Die Kommunalwahl am 9. Juni 2024 führte zu folgendem Endergebnis:
| Parteien und Wählergemeinschaften | Parteien und Wählergemeinschaften           | % 2024 | Sitze 2024 | % 2019 | Sitze 2019 | Kommunalwahl 2024 %403020100 30,4 %24,5 %18,4 %11,4 %10,4 %4,8 % FWCDUOLFLSPDAfDGewinne und Verlusteim Vergleich zu 2019 %p 12 10 8 6 4 2 0 −2 −4 −6 −8−10−7,0 %p−3,4 %p−8,4 %p+11,4 %p+2,5 %p+4,8 %pFWCDUOLFLSPDAfD |
| FW                                | Freie Wähler                                | 30,4   | 10         | 37,4   | 10         | Kommunalwahl 2024 %403020100 30,4 %24,5 %18,4 %11,4 %10,4 %4,8 % FWCDUOLFLSPDAfDGewinne und Verlusteim Vergleich zu 2019 %p 12 10 8 6 4 2 0 −2 −4 −6 −8−10−7,0 %p−3,4 %p−8,4 %p+11,4 %p+2,5 %p+4,8 %pFWCDUOLFLSPDAfD |
| CDU                               | Christlich Demokratische Union Deutschlands | 24,5   | 8          | 27,9   | 8          | Kommunalwahl 2024 %403020100 30,4 %24,5 %18,4 %11,4 %10,4 %4,8 % FWCDUOLFLSPDAfDGewinne und Verlusteim Vergleich zu 2019 %p 12 10 8 6 4 2 0 −2 −4 −6 −8−10−7,0 %p−3,4 %p−8,4 %p+11,4 %p+2,5 %p+4,8 %pFWCDUOLFLSPDAfD |
| OL                                | Offene Liste für Laupheim                   | 18,4   | 6          | 26,8   | 7          | Kommunalwahl 2024 %403020100 30,4 %24,5 %18,4 %11,4 %10,4 %4,8 % FWCDUOLFLSPDAfDGewinne und Verlusteim Vergleich zu 2019 %p 12 10 8 6 4 2 0 −2 −4 −6 −8−10−7,0 %p−3,4 %p−8,4 %p+11,4 %p+2,5 %p+4,8 %pFWCDUOLFLSPDAfD |
| FL                                | Freie Liste                                 | 11,4   | 4          | --     | --         | Kommunalwahl 2024 %403020100 30,4 %24,5 %18,4 %11,4 %10,4 %4,8 % FWCDUOLFLSPDAfDGewinne und Verlusteim Vergleich zu 2019 %p 12 10 8 6 4 2 0 −2 −4 −6 −8−10−7,0 %p−3,4 %p−8,4 %p+11,4 %p+2,5 %p+4,8 %pFWCDUOLFLSPDAfD |
| SPD                               | Sozialdemokratische Partei Deutschlands     | 10,4   | 3          | 7,9    | 2          | Kommunalwahl 2024 %403020100 30,4 %24,5 %18,4 %11,4 %10,4 %4,8 % FWCDUOLFLSPDAfDGewinne und Verlusteim Vergleich zu 2019 %p 12 10 8 6 4 2 0 −2 −4 −6 −8−10−7,0 %p−3,4 %p−8,4 %p+11,4 %p+2,5 %p+4,8 %pFWCDUOLFLSPDAfD |
| AfD                               | Alternative für Deutschland                 | 4,8    | 2          | --     | --         | Kommunalwahl 2024 %403020100 30,4 %24,5 %18,4 %11,4 %10,4 %4,8 % FWCDUOLFLSPDAfDGewinne und Verlusteim Vergleich zu 2019 %p 12 10 8 6 4 2 0 −2 −4 −6 −8−10−7,0 %p−3,4 %p−8,4 %p+11,4 %p+2,5 %p+4,8 %pFWCDUOLFLSPDAfD |
| Gesamt                            | Gesamt                                      | 100    | 33         | 100    | 27         | Kommunalwahl 2024 %403020100 30,4 %24,5 %18,4 %11,4 %10,4 %4,8 % FWCDUOLFLSPDAfDGewinne und Verlusteim Vergleich zu 2019 %p 12 10 8 6 4 2 0 −2 −4 −6 −8−10−7,0 %p−3,4 %p−8,4 %p+11,4 %p+2,5 %p+4,8 %pFWCDUOLFLSPDAfD |
| Wahlbeteiligung                   | Wahlbeteiligung                             | 58,3 % | 58,3 %     | 53,4 % | 53,4 %     | Kommunalwahl 2024 %403020100 30,4 %24,5 %18,4 %11,4 %10,4 %4,8 % FWCDUOLFLSPDAfDGewinne und Verlusteim Vergleich zu 2019 %p 12 10 8 6 4 2 0 −2 −4 −6 −8−10−7,0 %p−3,4 %p−8,4 %p+11,4 %p+2,5 %p+4,8 %pFWCDUOLFLSPDAfD |

### Bürgermeister
| Amtsjahre | Name                    |
| --------- | ----------------------- |
| 1838–1850 | Johann Gottfried Brigel |
| 1850–1872 | Franz Seraph Müller     |
| 1872–1880 | Konrad Hepperle         |
| 1880–1882 | Heinrich Hepperle       |
| 1883–1924 | Johannes Schick         |
| 1924–1934 | Franz Konrad            |
| 1934–1945 | Ludwig Marxer           |
| 1945–1946 | Adolf Scheffold         |
| 1946      | Josef Hyneck            |

| Amtsjahre | Name            |
| --------- | --------------- |
| 1946–1949 | Karl Wiest      |
| 1949–1963 | Alfons Hagel    |
| 1963–1966 | vakant          |
| 1966–2002 | Otmar Schick    |
| 2002–2010 | Monika Sitter   |
| 2010–2018 | Rainer Kapellen |
| 2018–2021 | Gerold Rechle   |
| seit 2022 | Ingo Bergmann   |

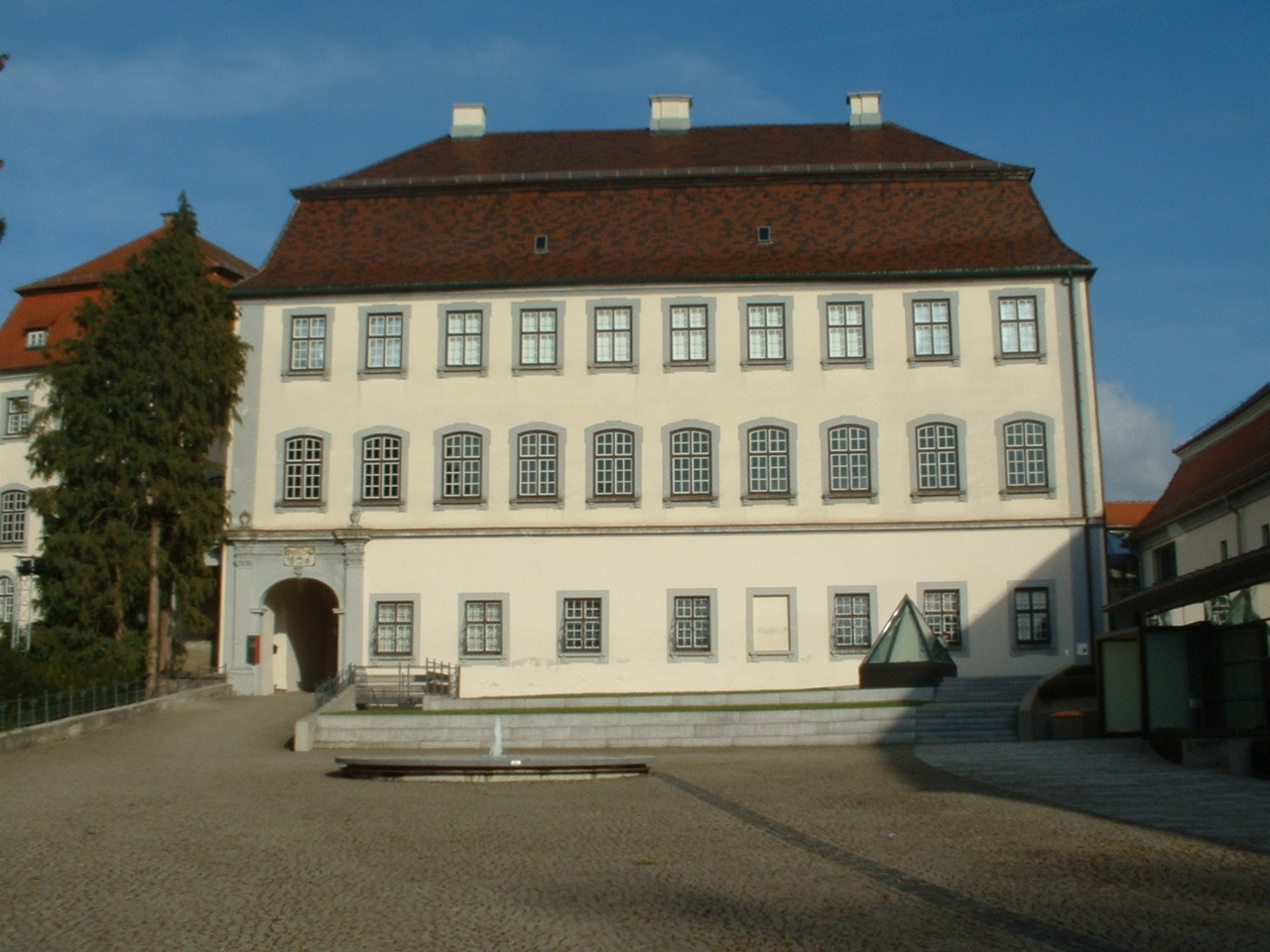
Schloss Großlaupheim

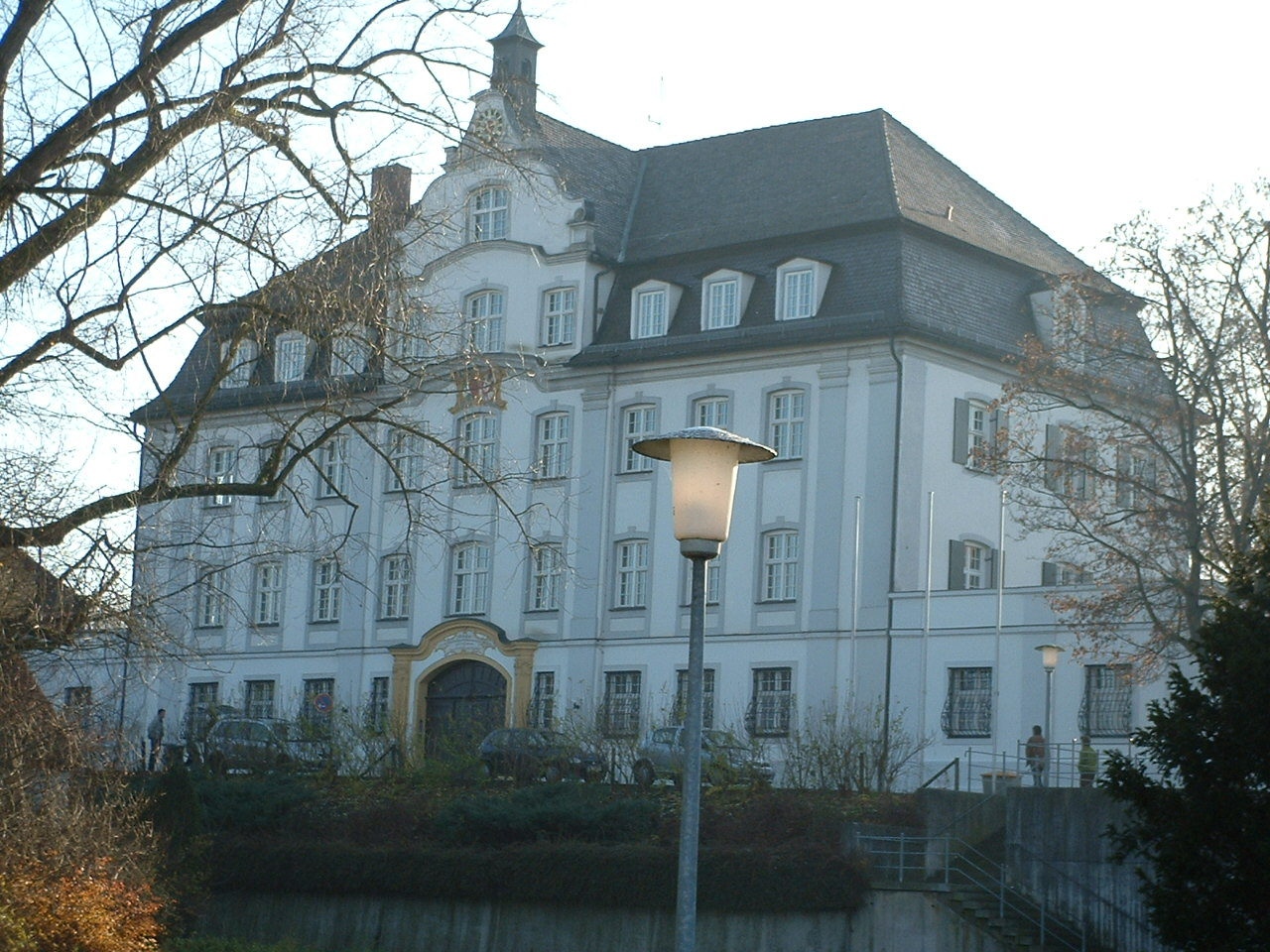
Schloss Kleinlaupheim

Rechle verstarb im Dezember 2021. Am 24. April 2022 wurde Ingo Bergmann (SPD) mit 50 Prozent der Stimmen zum Oberbürgermeister gewählt. Er trat das Amt am 15. August 2022 an.

### Wappen
| Wappen der Stadt Laupheim | Blasonierung: „In geteiltem, oben von Grün und Rot gespaltenem Schild vorne ein silberner (weißer) Balken, unten in Silber (Weiß), aus der mittleren Kuppe eines goldenen (gelben) Dreibergs wachsend, drei bestielte grüne Blätter (Laub).“ |
| Wappen der Stadt Laupheim | Wappenbegründung: Auf Empfehlung des Freiherrn Karl von Weiden, dessen Geschlecht vom späten 16. bis ins 19. Jahrhundert hinein seinen Sitz in Laupheim hatte, verlieh der Sebastian Röttinger, Comes palatinus und Stadtherr in Nördlingen, dem damaligen Marktflecken am 23. Mai 1596 das Wappen. Die obere Hälfte des Schildes enthält das Familienwappen des Freiherrn, während die Laubblätter in der unteren Schildhälfte auf den Namen der Gemeinde hinweisen, die 1869 zur Stadt erhoben worden ist. Der Dreiberg wird als Symbol der hügeligen Landschaft um die Rottum verstanden. Die Farben Grün-Weiß-Rot galten schon 1848 als Ortsfarben Laupheims. |

### Städtepartnerschaften
Laupheim pflegt Städtepartnerschaften seit Juni 1998 zu Feyzin (bei Lyon) in Frankreich und seit 1993 zu Neustadt an der Orla in Thüringen.
Der Stadtteil Baustetten pflegt seit 1968 eine Partnerschaft zu sechs Gemeinden im Tal der Béthune in Frankreich.

## Kultur und Sehenswürdigkeiten

### Oberschwäbische Barockstraße
Die katholische Stadtpfarrkirche St. Peter und Paul, in Laupheim mit Pfarrhaus, Zehntscheuer und Lindenbaum ist eine Station auf der Hauptroute der Oberschwäbischen Barockstraße, die weltliche und sakralen Bauwerke der Barockzeit in der Region verbindet. Sie wurde in den Jahren 1623 bis 1667 von Martino Barbieri erbaut. Die Deckenfresken stammen von Anton Wenzeslaus Haffe.

### Planetarium und Sternwarte

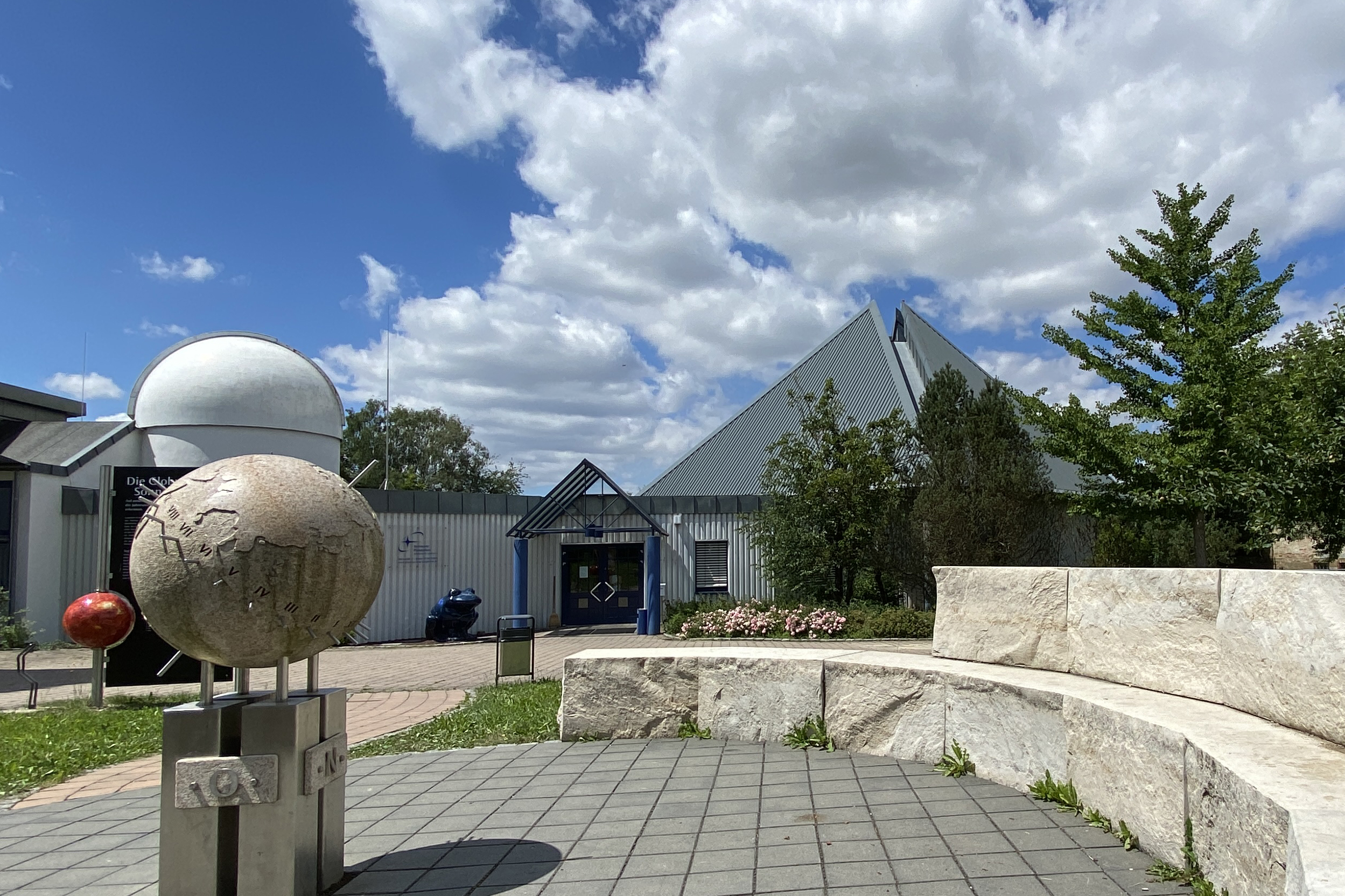
Das Planetarium mit Sternwarte

Das von der Volkssternwarte Laupheim e. V. auf ehrenamtlicher Basis betriebene astronomische Bildungszentrum vereint Sternwarte und Planetarium unter einem Dach. Der Verein existiert seit 1975 und betreibt seit 1990 das Planetarium, dessen technische Ausstattung 2012 vollständig modernisiert und mit einem modernen Großprojektor ausgestattet wurde. Das Zeiss-Planetarium zählte in dieser Zeit zu modernsten seiner Art weltweit.
Das Planetariums findet jedes Jahr bei rund 40.000 Besuchern Zuspruch. Die von Vereinsmitgliedern selbst zusammengestellten Programme wechseln etwa alle drei Monate. Mit den Teleskopen der Sternwarte steht der Öffentlichkeit der Blick ins All offen.
Zu Ehren der Volkssternwarte wurde 1999 der Asteroid 7167 Laupheim, 1985 von Carolyn Shoemaker entdeckt, nach der Stadt benannt.

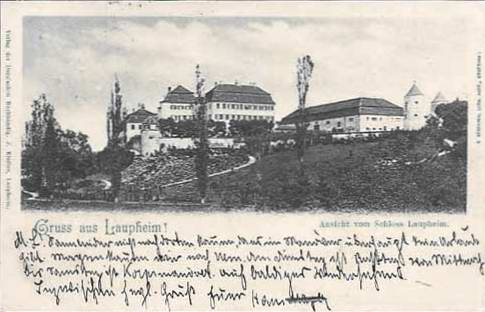
Schloss Großlaupheim um 1907

### Museen
Das Museum zur Geschichte von Christen und Juden im Schloss Großlaupheim stellt auf eindrückliche Weise das Zusammenleben der Jüdischen Gemeinde Laupheim, der ehemals größten jüdischen Gemeinde Württembergs, mit den Christen in Laupheim dar.

### Gedenkstätten
Ein Gedenkstein am Gotteshaus der Evangelisch-Freikirchlichen Gemeinde an der Ecke Bronner Straße / Synagogenweg erinnert an die Synagoge, die an ebendieser Stelle stand und beim Novemberpogrom 1938 von SA-Männern zerstört wurde. Mit anderen Worten: Die Kapelle und das Grundstück der Baptisten stehen auf den Ruinen der abgetragenen Synagoge.
Eine Gedenktafel am Wärterhaus des jüdischen Friedhofs auf dem Judenberg nennt 100 Namen während der NS-Diktatur verfolgter und ermordeter jüdischer Einwohner.
Seit 1955 wird auch auf dem Gefallenen-Denkmal mit einer Tafel der jüdischen Opfer der NS-Herrschaft gedacht.
Mit einer Erinnerungstafel an der Fernvermittlungsstelle Obere Radstraße gedenkt die Stadt der ehemaligen jüdischen Schule und ihrer Schüler.
Sein Geburtshaus in der Kapellenstraße 44 und ein Straßenname erinnern an den jüdischen Kunstgewerbe-Professor Friedrich Adler, der 1942 im KZ Auschwitz Opfer der Shoa wurde.

### Bauwerke

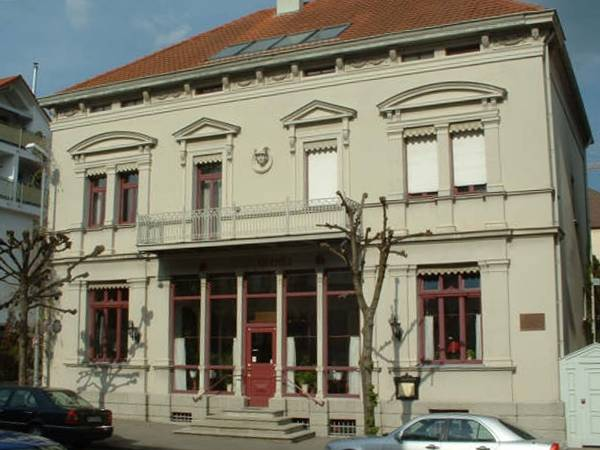
Café Hermes, das Geburtshaus von Friedrich Adler

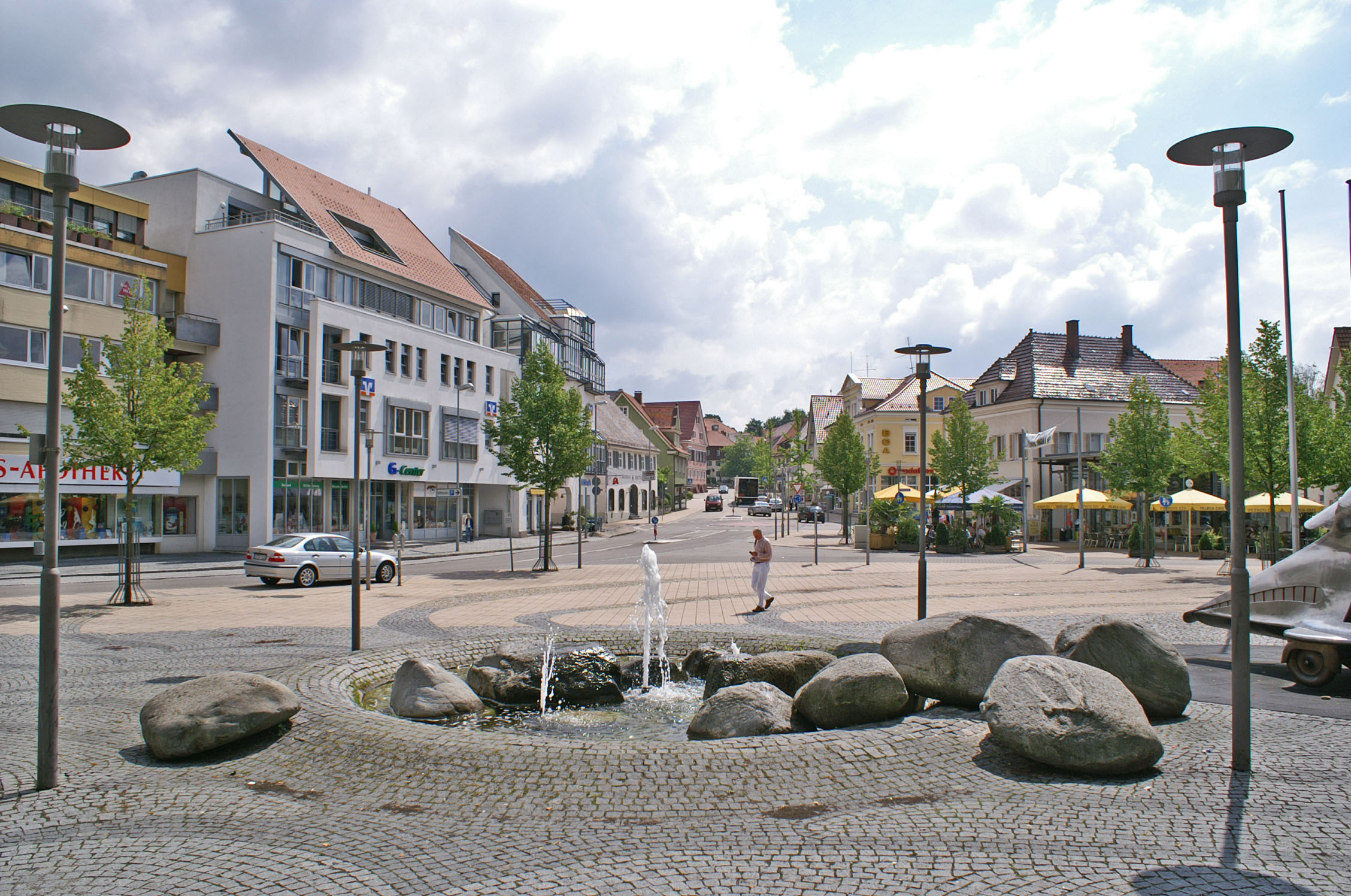
Marktplatz in Laupheim

In der Stadt Laupheim befinden sich einige interessante Bauwerke, darunter die Stadtpfarrkirche St. Peter und Paul, die auf dem Kirchberg liegt. Außerdem gibt es das Schloss Großlaupheim und das Schloss Kleinlaupheim. Das Hotel „Laupheimer Hof“ befindet sich in der Rabenstraße, während der jüdische Friedhof auf dem Judenberg zu finden ist. Das Gasthaus „Zum Rothen Ochsen“ und das Jugendstil-Café Hermes in der Kapellenstraße sind ebenfalls von Bedeutung. In der Kapellenstraße steht auch das im Stil der italienischen Spätrenaissance erbaute Geburtshaus von Friedrich Adler. Das Wohnhaus Judenberg 16 wurde von der Denkmalstiftung Baden-Württemberg zum Denkmal des Monats Januar 2005 ernannt. Die Leonhardskapelle stammt aus dem Jahre 1448 und die Kirche St. Georg und Sebastian in Untersulmetingen, auch Niederkirch genannt, ist die Grabstätte von Abt Romuald Weltin. Weitere Bauten in Laupheim sind das Kaufhaus Einstein in der Kapellenstraße und das Rathaus, das von 1968 bis 1975 nach Plänen des Architekten Roland Ostertag erbaut wurde.

### Regelmäßige Veranstaltungen
Seit 1989 finden alle zwei Jahre im April die Laupheimer Fototage statt.
Die weiteren regelmäßigen Veranstaltungen wiederholen sich jedes Jahr. Im Mai wird die Kulturnacht veranstaltet. Im Juni gibt es drei Veranstaltungen, dies sind der Rosenmarkt und das seit 1975 im Rahmen des Kinder- und Heimatfestes Laupheim veranstaltete Summernight Festival. Im Herbst finden das 1982 initiierte Brunnenfest mit Flohmarkt im September sowie der Kaltblutpferdemarkt im Oktober statt. Den Jahreskreis beschließt der fünftägige Weihnachtsmarkt, der seit 2013 am Schloss veranstaltet wird.

### Carl Laemmle Produzentenpreis
Anlässlich des 150. Geburtstags von Carl Laemmle im Jahr 2017 wurde von der Stadt Laupheim zusammen mit der Allianz Deutscher Produzenten – Film & Fernsehen der Carl Laemmle Produzentenpreis ins Leben gerufen. Als erster großer deutscher Produzentenpreis zeichnet der Carl Laemmle Produzentenpreis bei einer jährlichen feierlichen Preisverleihung in Laupheim das Lebenswerk einer herausragenden Produzentenpersönlichkeit aus. Zum Auftakt im Jahr 2017 wurde Roland Emmerich mit dem ersten Carl Laemmle Produzentenpreis ausgezeichnet, gefolgt im zweiten Jahr von Regina Ziegler. Im selben Jahr wurde Artur Brauner anlässlich seines 100. Geburtstags mit dem Sonderpreis der Jury – dem Carl Laemmle Ehrenpreis – geehrt.

## Wirtschaft und Infrastruktur

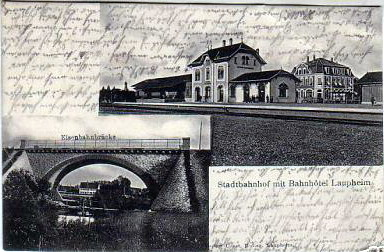
Stadtbahnhof 1904

### Verkehr

#### Fernstraßen
Die Kernstadt von Laupheim wird im Westen von der vierspurigen Bundesstraße 30 (Ulm–Friedrichshafen) begrenzt. Laupheim ist durch drei Anschlussstellen an die B 30 angebunden: Laupheim-Nord (Achstetten), Laupheim-Mitte und Laupheim-Süd.

#### Bahnverkehr
Am 1. Juni 1850 eröffneten die Königlich Württembergischen Staatseisenbahnen die Württembergische Südbahn von Ulm nach Friedrichshafen, die 2 Kilometer von Laupheim entfernt am Stadtrand vorbeiführt und an der ein Bahnhof Laupheim errichtet wurde. Am 17. Mai 1904 wurde eine am Bahnhof Laupheim von der Südbahn abzweigende Stichstrecke nach Schwendi eröffnet, an der in der Laupheimer Stadtmitte der Bahnhof Laupheim Stadt (Stadtbahnhof) erbaut wurde. Der Bahnhof Laupheim wurde damit zum Keilbahnhof und in Laupheim Hbf umbenannt, später erhielt er den Namen Laupheim West (Westbahnhof). Am 23. Mai 1971 wurde auf dem Abschnitt von Laupheim Stadt nach Schwendi der Personenverkehr, am 28. September 1984 auch der Güterverkehr eingestellt und die Strecke abgebaut; am 27. Mai 1983 endete auch der Personenverkehr auf dem Streckenabschnitt von Laupheim West nach Laupheim Stadt. Zum 30. Mai 1999 wurde der Personenverkehr auf der Stichstrecke bis zum vollständig sanierten Stadtbahnhof wieder in Betrieb genommen und eine stündliche Regionalbahn-Verbindung zum Ulmer Hauptbahnhof eingerichtet. Seit dem 12. Juni 2011 gibt es am Bahnhof Laupheim West eine zusätzliche Verbindungskurve, auf der die Züge, ohne Kopf machen zu müssen, zwischen Stadtbahnhof und Biberach an der Riß fahren können. Am Bahnhof Laupheim West halten neben den Regionalbahnen stündlich Regional-Express-Züge der Linien RE 3 und RE 5 von Ulm und Stuttgart nach Friedrichshafen Stadt und Lindau-Reutin.
Die Stadt gehört dem Donau-Iller-Nahverkehrsverbund (DING) an.

#### Radverkehr
Durch eine Alltagsroute aus dem Radnetz Baden-Württemberg ist Laupheim über Achstetten und Dellmensingen (Stadt Erbach) mit Ulm und in der anderen Richtung über Baltringen (Gemeinde Mietingen) und Äpfingen (Gemeinde Maselheim) mit Biberach an der Riß verbunden. 
Durch Laupheim führen zwei Landes-Radfernwege: 
- Der Oberschwaben-Allgäu-Radweg ist eine Rundstrecke über Ulm und Tettnang und verläuft dabei von Illerkirchberg über Schnürpflingen kommend in den Stadtteil Bihlafingen und über Burgrieden nach Laupheim. Er führt weiter über den Stadtteil Baustetten und über Mietingen durch das Tal der Rottum nach Ochsenhausen.
- Der Donau-Bodensee-Radweg führt von Ulm zum Bodensee nach Kressbronn und verläuft dabei von Achstetten kommend nach Laupheim und weiter über Schemmerhofen nach Biberach.

### Ansässige Unternehmen
- Der Luftfahrtzulieferer Diehl Aviation Laupheim mit rund 1400 Mitarbeitern hat seinen Stammsitz in Laupheim, Vorgängerbetriebe bestanden ab 1960 in Laupheim.
- Bergmann stellt seit 1873 in Laupheim Produkte aus Haar her, die weltweit verwendet werden.
- Die Auto-Tuning-Firma Hamann Motorsport hat seit 2003 ihren Hauptsitz in Laupheim.
- Das Jermi Käsewerk im Stadtteil Baustetten beschäftigt rund 370 Mitarbeiter.
- Kässbohrer Geländefahrzeug ist Weltmarktführer für Fahrzeuge zur Skipistenpräparierung und für Strandreinigungsgeräte.
- Forschung für die Pharmaindustrie: Rentschler Biotechnologie
- Schwabenmalz
- Hersteller für Pharmaverpackungsmaschinen: Uhlmann
- weltweit führender Hersteller von Fechtsport-Ausrüstung: Uhlmann Fechtsport

### Ehemalige Unternehmen
- Jos. Steiner & Söhne – in Laupheim auch Hopfen-Steiner genannt

### Medien
- Lokalredaktion der Schwäbischen Zeitung
- Wochenblatt Biberach

### Gerichte und Einrichtungen
- In Laupheim befand sich eine Außenstelle des Amtsgerichts Biberach an der Riß. Die inzwischen aufgelöste Außenstelle führte die Tradition des seit 1845 am Ort bestehenden Oberamtsgerichts Laupheim fort.
- Die Stadt ist Sitz des Dekanats Laupheim des Bistums Rottenburg-Stuttgart, das zum Dekanatsverband Biberach gehört.
- Notariat
- Staatliches Seminar für Didaktik und Lehrerbildung (Schillerstraße 8)

### Militär
Laupheim ist Standort des Hubschraubergeschwaders 64 der Luftwaffe, das durch die Neuausrichtung der Bundeswehr die Aufgaben des früheren Mittleren Transporthubschrauberregiments 25 Anfang 2013 übernahm.

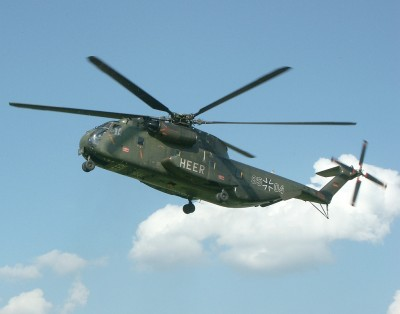
Sikorsky CH-53 im Landeanflug

Das Hubschraubergeschwader 64 verfügt über mittlere Transporthubschrauber des Typs Sikorsky CH-53. Am 26. Juli 2023 hat der Haushaltsausschuss des Bundestags als Ersatz die Beschaffung von 60 Transporthubschraubern des Typs Boeing CH-47F (Chinook) zur Lieferung ab 2027 beschlossen.
Das Gelände des 1964 eingerichteten Standorts diente vor und während des Zweiten Weltkriegs als Luftwaffenstützpunkt. Seit dem 21. Juni 1989 trägt der Flugplatz den Namen Kurt-Georg-Kiesinger-Kaserne. Zur medizinischen Versorgung gibt es am Standort auch ein Sanitätszentrum.
Bis Anfang der 1990er Jahre wurden die damaligen Heeresflieger aus Laupheim nur innerhalb des NATO-Gebiets eingesetzt, etwa bei Katastropheneinsätzen in Italien, Griechenland, in den französischen Pyrenäen, in den Lawinengebieten der Alpen und bei Manövern auf dem Gebiet von NATO-Verbündeten, seitdem jedoch auch im Rahmen von UN- und NATO-Einsätzen außerhalb des NATO-Gebiets, zunächst nach dem Zweiten Golfkrieg im Irak, danach auf dem Balkan als Teil der multinationalen Friedenstruppen IFOR, KFOR, SFOR und EUFOR sowie zuletzt in Afghanistan als Teil der NATO-Mission ISAF.
Mit insgesamt rund 1.600 Arbeitsplätzen ist der Luftwaffenflugplatz der größte Arbeitgeber Laupheims. Laut Presseerklärung des damaligen Bundesverteidigungsministers soll der Standort fortgeführt werden.

### Bildungseinrichtungen
In Laupheim bestehen folgende kommunale Schulen: Carl-Laemmle-Gymnasium, Friedrich-Adler-Realschule, Friedrich-Uhlmann-Schule (Gemeinschaftsschule), Grund-, Haupt- und Werkrealschule Obersulmetingen, Ivo-Schaible-Grund- und Hauptschule, Anna-von-Freyberg-Grundschule, Grundschule Bronner Berg, Gemeinschaftsgrundschule Rot-Bihlafingen, Grundschule Untersulmetingen und die Wieland-Förderschule. Außerdem gibt es die Kilian-von-Steiner-Schule als Kreisberufsschule.
Angehende Grund- und Hauptschullehrer werden am Seminar für Didaktik und Lehrerbildung Laupheim ausgebildet. Außerdem verfügt Laupheim über eine Volkshochschule.

### Freizeit- und Sportanlagen
- PaBa – Parkbad: städtisches Hallen- und Freibad mit Natursee und Riesenrutsche, Lange Straße
- Minigolf/Tennishalle – Kleemeisterei (geschlossen, soll abgerissen werden)
- Tennisplätze des Tennisclubs Laupheim 1904 e. V.
- Sporthalle Herrenmahd
- Sporthalle Bronner Berg
- Sporthalle Bühler Straße
- Rottumhalle
- Neue Mehrzweckhalle des Turn- und Sportvereins Laupheim 1862 e. V.
- Kunstrasenplatz „Grasiger Weg“
- Stadion des FV Olympia Laupheim
- Gretel-Bergmann-Stadion
- Freizeitbereich Risstal (Baggersee und Kletterpark „Mobipark“)

## Persönlichkeiten

### Ehrenbürger
- Carl Laemmle (1867–1939), deutsch-jüdisch-amerikanischer Filmproduzent (u. a. Im Westen nichts Neues) und Gründer der Universal Studios, einer der Keimzellen von Hollywood (Ehrenbürgerwürde 1919 verliehen, ab 1921 wegen ausländischer Staatsbürgerschaft außer Kraft gesetzt. Diese Entscheidung wurde 2017 vom Gemeinderat aufgehoben. Laemmles Ehrenbürgerschaft ist somit wieder in Kraft). Laemmle, der selbst jüdischer Abstammung war, bürgte während der NS-Diktatur für viele Juden, insbesondere aus Laupheim.
- Georg Schenk (1894–1971), Oberstudienrat, Stadtarchivar, Lokalhistoriker (verliehen am 12. Mai 1969)[41]
- Ivo Schaible SDS (1912–1990), dem für seinen künstlerischen Nachlass ein Raum im Museum zur Geschichte von Christen und Juden im Schloss Großlaupheim eingerichtet wurde (Ehrenbürger des Teilorts Baustetten, verliehen 1968)[42]
- Josef Braun (1910–2003), Konrektor und Gründer des Laupheimer Heimatmuseums, Historiker
- Otmar Schick (* 8. September 1935; † 23. November 2015), Bürgermeister 1966–2002 (verliehen 2002)
- Ernst Schäll (* 18. März 1927; † 28. Oktober 2010), Lokalhistoriker (verliehen 2007)[43]
- Philipp Ruf, Dekan und Stadtpfarrer[44]
- Brigitte Angele, Trägerin des Bundesverdienstkreuzes am Bande, Mitglied im Gemeinderat (CDU) von 1984 bis 2014, Mitglied des Kreisrats von 1989 bis 2009, ehrenamtliche Stellvertreterin des Bürgermeisters von 1999 bis 2014, Vorsitzende des kath. Frauenbundes, vielseitiges soziales Engagement in verschiedenen Gremien und Organisationen, (verliehen 2014)[45]
- Franz Romer (1942–2024), CDU-Politiker, Träger des Bundesverdienstkreuzes am Bande, Mitglied des Deutschen Bundestages von 1990 bis 1994 und von 1996 bis 2009, Mitglied des Kreistages des Landkreises Biberach von 1979 bis 1996 und 2009 bis 2018,[46] Mitglied im Gemeinderat Laupheim und Ortschaftsrat Untersulmetingen seit 1975, ehrenamtlicher Ortsvorsteher Untersulmetingen seit 1975 (verliehen 2017).[47]

### Söhne und Töchter der Stadt
- Ludwig von Welden (1782–1853), österreichischer Feldzeugmeister
- Kilian von Steiner (1833–1903), deutsch-jüdischer Bankier
- Jonas Laupheimer (1846–1914), Rabbiner
- Moritz Henle (1850–1925), deutscher Chasan und Komponist am Hamburger Reformtempel
- Johannes Schick (1854–1930), Landtagsabgeordneter
- Carl Laemmle (1867–1939), deutsch-jüdischer Filmproduzent in Hollywood, Gründer der Universal Studios
- Franz Laub (1872–1945), Komponist, Stadtmusikdirektor, Bundesmusikdirektor des Oberschwäbischen Musikverbandes
- Ildefons Munding (1876–1945), Benediktiner
- Friedrich Adler (1878–1942), deutsch-jüdischer Designer (Jugendstil und Art déco)
- Sebastian Ganser (1882–1957), Landwirt und Landtagsabgeordneter
- Hertha Nathorff (1895–1993), deutsch-jüdische Kinderärztin
- Franz Pfender (1899–1972), Politiker (Zentrum, später CDU), Gründer und Aufsichtsratsvorsitzender der GWO Laupheim
- Josef ‚Sepp‘ Uhlmann (1902–1968), deutsch-jüdischer Sportfechter und Unternehmer
- Marie-Luise Leutrum zu Ertingen (1905–1980), Diplom-Landwirtin, Gründerin und Ehrenpräsidentin des Deutschen Landfrauenverbandes
- Sepp Schmid (1908–1992), Architekt
- Ulrich Steiner (1908–1961), Gutsbesitzer, Landtagsabgeordneter
- Hugo Mann (1913–2008), Einzelhandelsunternehmer (Möbelhaus-Kette Mann Mobilia)
- Gretel Bergmann (1914–2017), deutsch-jüdische Hochspringerin
- Siegfried Einstein (1919–1983), deutsch-jüdischer Erzähler, Lyriker, Essayist, Redner, Journalist (Tucholsky-Preis 1964)
- Max Bach (1921–2005), deutsch-amerikanischer Romanist
- Anton Böhringer (1924–2001), Jurist, geboren in Untersulmetingen
- Franz Baum (1927–2016), Politiker (CDU) und Landtagsabgeordneter
- Sigrid Dietz (* 1932, geborene Rehm), Malerin und Schriftstellerin
- Friedrich Erwin Rentschler (1932–2018), Unternehmer und Kunstsammler
- Helmut Rentschler (1901–1983), Unternehmer, Apotheker und Künstler
- Elmar Hügler (1933–2021), Fernsehjournalist und Dokumentarfilmer
- Gertrud Zelinsky (* 1937), Schriftstellerin
- Franz Romer (1942–2024), CDU-Bundestagsabgeordneter
- Ivo Gönner (* 1952), SPD-Kommunalpolitiker, Oberbürgermeister von Ulm (1992–2016)
- Hermann Gaub (* 1954), Biophysiker
- Gerd Scheffold (* 1954), CDU-Politiker, Landtagsabgeordneter
- Ansgar Thiel (* 1963), Sportwissenschaftler
- Wilfried Kühner (* 1965), politischer Beamter
- Timm Heinzel (* 1966), Ingenieur und Hochschullehrer
- Thorsten Wollmann (* 1966), Jazzmusiker und Komponist
- Sandra Hoffmann (* 1967), Schriftstellerin
- Jochen Buck (* 1968), Ingenieur des Fachgebiets Biomechanik und Unfallforscher
- Thomas Dörflinger (* 1969), Landtagsabgeordneter
- Dietmar Till (* 1969), Germanist und Hochschullehrer
- Winfried Gogg (* 1970), Handballspieler und -trainer
- Meike Haas (* 1970), Kinderbuchautorin
- Anja Reinalter (* 1970), Professorin und Politikerin (Bündnis 90/Die Grünen)
- Frank Abt (* 1976), Theaterregisseur
- Maja Weber (* 1976), Journalistin, Nachrichten-Moderatorin
- Christian Endler (* 1979), Fußballspieler
- Marina Marx (* 1990), Schlagersängerin
- Samir Böhringer (* 1991), Jazzmusiker
- Philip Türpitz (* 1991), Fußballspieler

## Namenspatenschaften

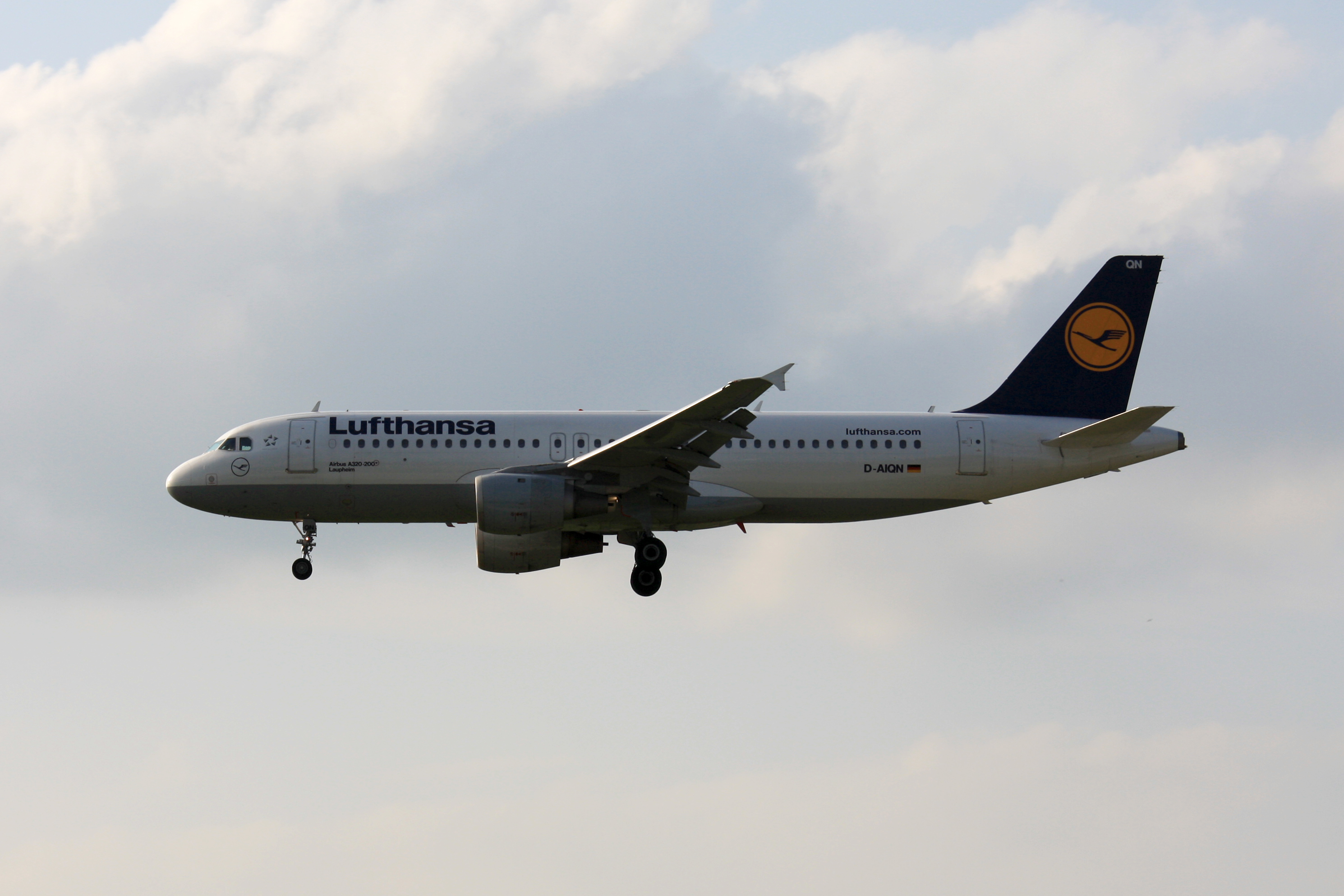
Airbus A320-200 Laupheim

Die Stadt Laupheim ist Namenspate für einen Airbus A320 der Lufthansa.
Ebenso steht die Stadt Pate für den nach ihr zu Ehren der Volkssternwarte Laupheim e. V. benannten, 1985 von Carolyn Shoemaker entdeckten Kleinplaneten (7167) Laupheim. Er umkreist die Sonne in einem Abstand von 469 Mio. km.